# Montcombroux-les-Mines
Montcombroux-les-Mines ist eine französische Gemeinde mit 295 Einwohnern (Stand 1. Januar 2022) im Département Allier in der Region Auvergne-Rhône-Alpes.

## Geographie
Die Gemeinde liegt in den Ausläufern der Montagne Bourbonnaise.

## Bevölkerungsentwicklung
| Jahr                       | 1962 | 1968 | 1975 | 1982 | 1990 | 1999 | 2006 | 2016 | 2019 |
| Einwohner                  | 742  | 645  | 592  | 512  | 439  | 427  | 410  | 320  | 296  |
| Quellen: Cassini und INSEE |      |      |      |      |      |      |      |      |      |

## Sehenswürdigkeiten

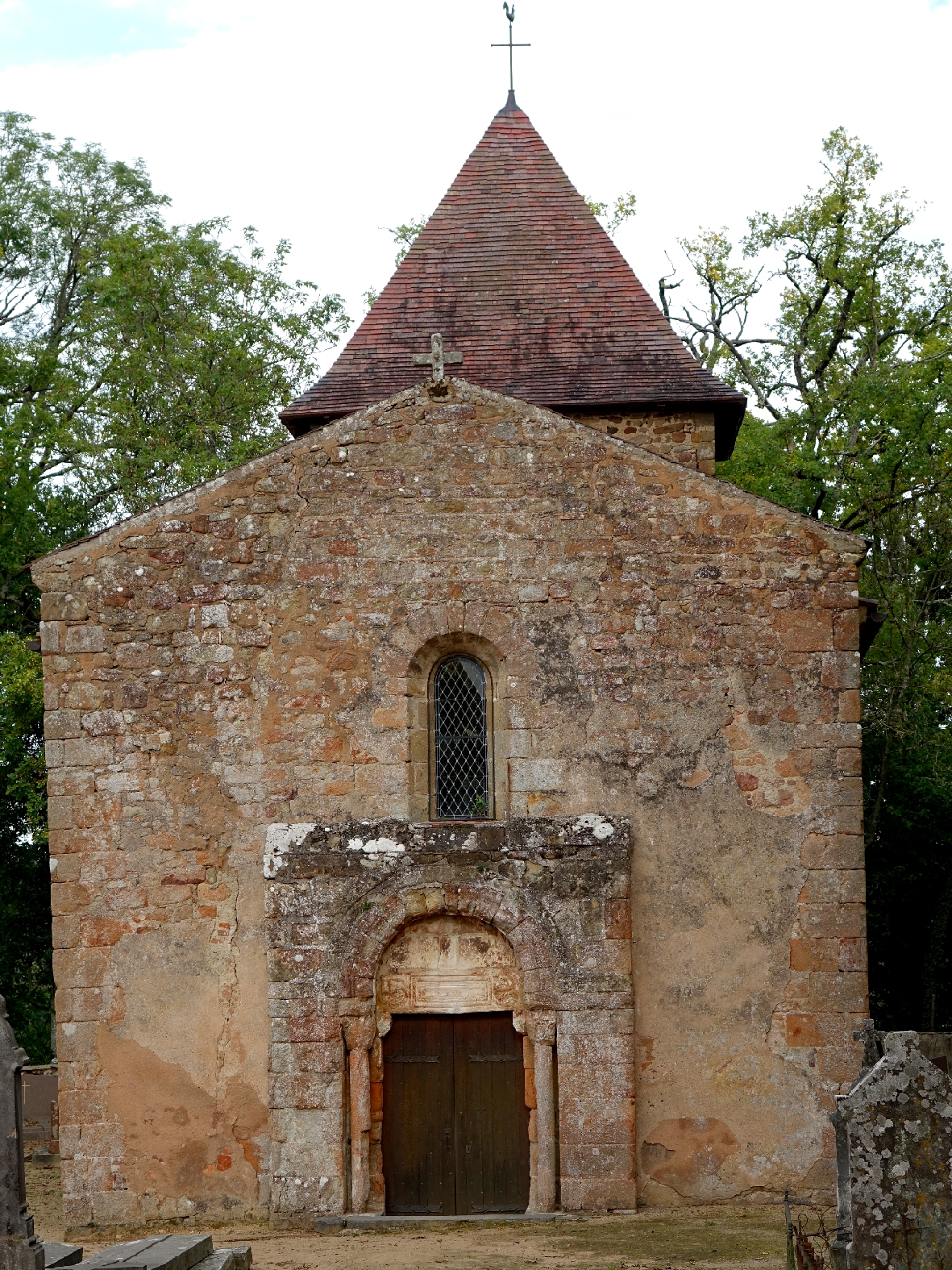
Kirche Saint-Jean-Baptiste

Siehe auch: Liste der Monuments historiques in Montcombroux-les-Mines
- Kirche Saint-Jean-Baptiste